# Atliaca
Atliaca es una pequeña ciudad perteneciente al municipio de Tixtla de Guerrero con cabecera en la ciudad de Tixtla, en la región Centro del estado de Guerrero, al sur de México. Según el censo de 2020, tiene una población de 6321 habitantes.
Está situada a 17.39° de latitud y 99.22° de longitud, y a 1274 m s. n. m.

## Geografía
Clima
Es cálido y seco, con una temperatura que oscila entre 25 °C y 37 °C. 
Vegetación
Selva baja caducifolia: mezquite, huizache, cazaguate, timbre. Otra característica extravagante e única con la que cuenta este poblado es que se pueden encontrar árboles frutales de los cuales salen frutos llamados guamúchil, los cuales más que frutas parecen semillas dulces cubiertas de una cáscara. También destacan los llamados nances, que son parecidos a los tejocotes pero con sabor ácido. 
Fauna
Conejo, gavilán, águila, codorniz, zopilote, coyote, gato montés, venado, tzenzontle, zorrillo, iguana, camaleón, víbora de cascabel, coralillo, alacrán, champolillo, tejón, ratón, culebra, etcétera. 
Recursos
Los más sobresalientes son los minerales: caliza, hierro, manganeso, calcita y silicato de cobre. 
También hay ganadería, en explotaciones familiares.
Una fuente económica de la población es la fabricación de tabiques, ya que es una actividad sencilla que no requiere de conocimientos académicos y que se ha ido pasando de generación en generación, aunque esta actividad está siendo abandonada debido a que los yacimientos de agua han desaparecido en razón del largo tiempo que se ha trabajado en la fabricación y por el alto consumo que se requiere para su elaboración.
Otra actividad común es el cultivo de los campos. En la mayor parte se cultiva el maíz, frijol, calabaza, sorgo, chile y jitomate.

## Historia
La zona fue habitada desde el siglo XI a. C. Sus primeros pobladores fueron los coixas, desplazados por los mexicas en tiempos de Moctezuma Ilhuicamina (siglo XV). 
En 1522 llegó Gil González de Ávila, que tomó el territorio sin apenas resistencia. Posteriormente llegaron misioneros, y en 1602 los dominicos levantaron un templo que aún perdura.
En 1565 el cosmógrafo Andrés de Urdaneta hizo posible la ruta Filipinas - Acapulco, y con el mayor uso de ese puerto se arregló el camino a México, lo que propició un cierto desarrollo económico de la región.
La población cuenta con antiguas generaciones que aún conservan su lenguaje antiguo que es el náhuatl, que es el lenguaje indígena mexicano con mayor número de hablantes (alrededor de millón y medio). El cual ha sido un idioma valioso por su importancia histórica, lingüística, literaria y hasta nacionalista.

## Fiestas
El quinto viernes de cada Cuaresma se celebra en el pueblo una fiesta a san salvador (santo patrón del pueblo).
Entre otras celebraciones que se distingue este pequeño pueblo indígena es la danza de los maromeros, que trata de una persona acróbata que danza sobre una cuerda sosteniendo una vara larga como medio de equilibrio así como también personas danzando abajo del mismo. Esta celebración es casi única ya que son muy pocas las comunidades indígenas que la siguen llevando a cabo.
La población cuenta también con un baile llamado "los Chinelos". Los habitantes desde muy temprano se preparan para este evento. El traje consta de un paliacate para cubrir la cabeza, otro para los hombros, luego un sombrero de palma cubierto de terciopelo que se ensancha hacia lo alto, con bordados aztecas y pompones que se moverán durante el baile. Una hilera de perlas de plástico, pegadas unas con otras, cuelga alrededor del sombrero.
El vestido es de terciopelo negro, largo hasta los pies, con un borde de encaje de seda en la orilla de las mangas y alrededor del cuello, se complementa con capa ancha y bordeada que cubre la espalda, un par de largos guantes blancos, y la máscara, que está representada por la cara de un hombre blanco, con las mejillas exageradamente rosadas, con grandes ojos azules y una larga barba puntiaguda hacia arriba que le hace parecer un moderno Don Quijote.